# 阿尔加罗沃 (西班牙)
阿尔加罗沃，是西班牙安达卢西亚自治区马拉加省的一个市镇。 总面积10平方公里，总人口4812人（2001年），人口密度481人/平方公里。